# In the club (album)
In the club este al șaptelea album al trupei DJ Project, lansat pe 29 aprilie 2009. DJ Project reușesc din nou să facă valuri în industria muzicală romanească cu primul single promovat: "Hotel" care beneficiază și de un videoclip pe masură.
De pe album, un alt extras pe single este piesa "Here I am" interpretată de Gabi Huiban (unul dintre compozitorii ultimelor hituri DJ Project) în colaborare cu Elena, de această dată un remix făcut de DJ Gino Manzotti și DJ Maxx.
In the club este ultimul album în care Elena colaborează cu trupa DJ Project, încetarea este datorită dorinței acesteia de a urma o carieră solo. Plecarea Elenei din trupa DJ Project a ocupat primele pagini din presa națională.

## Ordinea pieselor[4]
| Nr.             | Titlu                            | Text                            | Lungime |  |
| 1.              | „In The Club”                    |                                 | 4:45    |  |
| 2.              | „Hotel (Radio Version)”          | Alexandru Pelin, Gabriel Huiban | 3:48    |  |
| 3.              | „Let U Go (Radio Version)”       | Dragos Chircu                   | 3:40    |  |
| 4.              | „Say Good By (DJ Project RMX)”   | Roxana Vizireanu                | 3:29    |  |
| 5.              | „Miracle Love”                   | Alexandru Pelin                 | 3:32    |  |
| 6.              | „Mii De Cuvinte”                 | Alexandru Pelin                 | 3:35    |  |
| 7.              | „Here I Am (DJ Project RMX)”     | Alexandru Pelin, Gabriel Huiban | 3:42    |  |
| 8.              | „Latino Girl”                    | Maier Cristian                  | 3:18    |  |
| 9.              | „Hotel (Extended Version)”       | Alexandru Pelin, Gabriel Huiban | 6:04    |  |
| 10.             | „Let U Go (Extended Version)”    | Dragos Chircu                   | 6:38    |  |
| 11.             | „Don't U Know (DJ Project RMX)”  |                                 | 8:51    |  |
| 12.             | „Something Gotta Give”           |                                 | 7:47    |  |
| 13.             | „Departe De Noi (Video Version)” | Gabriel Huiban                  | 3:44    |  |
| Lungime totală: | Lungime totală:                  | Lungime totală:                 | 62:53   |  |